# Urška Rabič
Urška Rabič (ur. 20 marca 1985 w Mojstranie) – słoweńska narciarka alpejska, olimpijka, brązowa medalistka zimowej uniwersjady.

## Przebieg kariery
Po raz pierwszy na arenie międzynarodowej pojawiła się 12 grudnia 2000 roku w St. Jakob, gdzie w zawodach FIS nie zajęła 62. miejsce w gigancie. W 2002 roku wystartowała na mistrzostwach świata juniorów w Tarvisio, gdzie nie ukończyła supergiganta. Jeszcze trzykrotnie startowała w zawodach tego cyklu, zajmując między innymi szóste miejsce w supergigancie podczas mistrzostw świata juniorów w Bardonecchii w 2005 roku.
W Pucharze Świata zadebiutowała 4 grudnia 2004 roku w Lake Louise, zajmując 36. miejsce w zjeździe. Pierwsze w karierze punkty do klasyfikacji generalnej cyklu wywalczyła 25 lutego 2005 roku w San Sicario, plasując się na 25. miejscu w supergigancie. Najwyższym miejscem osiągniętym przez nią w zawodach Pucharu Świata było 12. miejsce w superkombinacji w marcu 2007 roku w Tarvisio. W sezonie 2006/2007 zajęła 80. miejsce w klasyfikacji generalnej
W 2006 roku wystąpiła na igrzyskach olimpijskich w Turynie, gdzie zajęła 18. miejsce w supergigancie, a w zjeździe i kombinacji nie została sklasyfikowana (nie ukończyła przejazdu).
Podczas mistrzostw świata w Santa Caterina w 2005 roku zajęła 24. miejsce w zjeździe i 32. w supergigancie, a dwa lata później na mistrzostwach świata w Åre była 20. w superkombinacji, 23. w zjeździe i 24. w supergigancie.
W 2007 roku zdobyła brązowy medal uniwersjady w Turynie w kombinacji.
W 2008 roku zakończyła karierę zawodniczą.

## Osiągnięcia

### Igrzyska olimpijskie
| Miejsce | Dzień     | Rok  | Miejscowość | Konkurencja | Czas biegu | Strata | Zwyciężczyni         |
| ------- | --------- | ---- | ----------- | ----------- | ---------- | ------ | -------------------- |
| DNF     | 15 lutego | 2006 | Turyn       | Zjazd       | 1:56,49    | -      | Michaela Dorfmeister |
| DNF     | 18 lutego | 2006 | Turyn       | Kombinacja  | 2:51,08    | -      | Janica Kostelić      |
| 18.     | 20 lutego | 2006 | Turyn       | Supergigant | 1:32,47    | +1,65  | Michaela Dorfmeister |

### Mistrzostwa świata
| Miejsce | Dzień       | Rok  | Miejscowość | Konkurencja     | Czas biegu | Strata | Zwyciężczyni    |
| ------- | ----------- | ---- | ----------- | --------------- | ---------- | ------ | --------------- |
| 32.     | 30 stycznia | 2005 | Bormio      | Supergigant     | 1:17,64    | +4,51  | Anja Pärson     |
| 24.     | 6 lutego    | 2005 | Bormio      | Zjazd           | 1:39,90    | +3,53  | Janica Kostelić |
| 24.     | 6 lutego    | 2007 | Åre         | Supergigant     | 1:18,85    | +2,73  | Anja Pärson     |
| 20.     | 9 lutego    | 2007 | Åre         | Superkombinacja | 1:57,69    | +4,25  | Anja Pärson     |
| 23.     | 11 lutego   | 2007 | Åre         | Zjazd           | 1:26,89    | +2,13  | Anja Pärson     |

### Mistrzostwa świata juniorów
| Miejsce | Dzień     | Rok  | Miejscowość  | Konkurencja | Czas biegu | Strata | Zwyciężczyni            |
| ------- | --------- | ---- | ------------ | ----------- | ---------- | ------ | ----------------------- |
| DNF     | 28 lutego | 2002 | Tarvisio     | Supergigant | 1:27,54    | -      | Maria Riesch            |
| 19.     | 4 marca   | 2003 | Briançonnais | Zjazd       | 1:12,23    | +1,84  | Tamara Wolf             |
| DNF     | 5 marca   | 2003 | Briançonnais | Supergigant | 1:20,02    | -      | Julia Mancuso           |
| DNF     | 7 marca   | 2003 | Briançonnais | Slalom      | 1:38,53    | –      | Michaela Kirchgasser    |
| DNF2    | 8 marca   | 2003 | Briançonnais | Gigant      | 2:05,70    | –      | Jessica Lindell-Vikarby |
| 7.      | 10 lutego | 2004 | Maribor      | Zjazd       | 1:12,23    | +1,32  | Maria Riesch            |
| DNF     | 12 lutego | 2004 | Maribor      | Supergigant | 1:26,79    | -      | Nadia Fanchini          |
| DNF     | 23 lutego | 2005 | Bardonecchia | Zjazd       | 1:28,84    | -      | Nadia Fanchini          |
| 6.      | 24 lutego | 2005 | Bardonecchia | Supergigant | 1:26,81    | +1,56  | Andrea Fischbacher      |
| DNS1    | 26 lutego | 2005 | Bardonecchia | Gigant      | 2:21,34    | -      | Nadia Fanchini          |

### Puchar Świata

#### Miejsca w klasyfikacji generalnej
- sezon 2004/2005: 110.
- sezon 2005/2006: 105.
- sezon 2006/2007: 80.
- sezon 2007/2008: -

#### Miejsca na podium
Rabič nigdy nie stanęła na podium zawodów PŚ.